# 주야밍
주야밍(중국어 간체자: 朱亚明, 정체자: 朱亞明, 병음: Zhū Yàmíng, 한자음: 주아명, 1994년 5월 4일~)은 중화인민공화국의 육상 선수로 주 종목은 세단뛰기이다. 2020년 하계 올림픽 남자 세단뛰기 종목에서 은메달을 획득했고 2022년 세계 선수권 대회에서 동메달을 획득했다.